# Zīrīān (ort i Iran)
Zīrīān (persiska: زیریان, زریان) är en ort i Iran.   Den ligger i provinsen Östazarbaijan, i den nordvästra delen av landet, 500 km nordväst om huvudstaden Teheran. Zīrīān ligger 1 532 meter över havet och antalet invånare är 179.
Terrängen runt Zīrīān är kuperad österut, men västerut är den bergig. Runt Zīrīān är det ganska glesbefolkat, med 34 invånare per kvadratkilometer. Närmaste större samhälle är Kaleybar, 3,9 km norr om Zīrīān. Trakten runt Zīrīān består i huvudsak av gräsmarker.